# Sionismo islâmico
Apoiadores muçulmanos de Israel referem-se a muçulmanos religiosos e não religiosos que apoiam o direito à autodeterminação do povo judeu e também a existência de uma pátria judaica no sul do Levante, tradicionalmente conhecida como Terra de Israel, correspondendo ao moderno entidade política conhecida como Estado de Israel. Dentro do mundo muçulmano, o apoio ao direito de existência de Israel é uma orientação minoritária, e os apoiadores de Israel enfrentaram oposição tanto de muçulmanos moderados quanto de islamitas, com muitos sendo submetidos a ameaças e violência. Israel apoiou o Hamas contra a OLP no início.
Alguns clérigos muçulmanos como Abdul Hadi Palazzi da Assembleia Muçulmana Italiana e o autor Muhammad Al-Hussaini acreditam que o retorno dos judeus à Terra Santa, bem como o estabelecimento de um estado israelense, está de acordo com os ensinamentos do Islã.  Da comunidade de muçulmanos que apóia Israel, uma parte se autodenomina sionistas muçulmanos. Pessoas proeminentes de origem muçulmana que apoiam publicamente o movimento do sionismo incluem o ex-jornalista afegão Nemat Sadat, o ex-islâmico radical paquistanês Ed Husain, o ex-militante egípcio que se tornou autor Tawfik Hamid, o escritor e jornalista paquistanês americano Tashbih Sayyed, e o jornalista de Bangladesh, Salah Choudhury.

## História

### Idade média

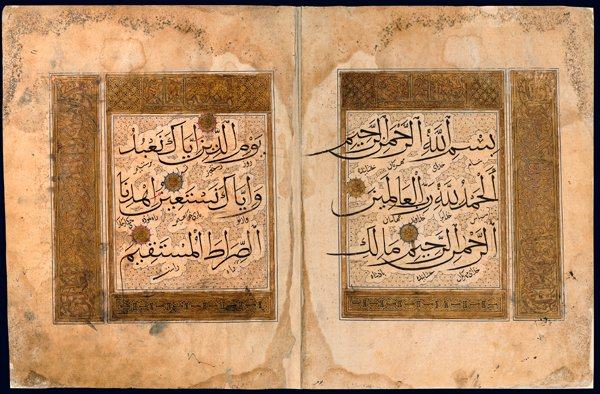
De acordo com o Imam Muhammad Al-Hussaini, comentaristas islâmicos tradicionais dos séculos 8 e 9 em diante, como Muhammad ibn Jarir al-Tabari, interpretaram uniformemente o Alcorão para dizer que a Terra de Israel foi dada por Deus ao povo judeu como uma aliança perpétua.

De acordo com o Imam Muhammad Al-Hussaini baseado na Grã-Bretanha, os comentaristas tradicionais do século VIII e 9 em diante têm interpretado uniformemente o Alcorão para dizer explicitamente que a Terra de Israel foi dada por Deus ao povo judeu como uma aliança perpétua. Hussaini baseia seu argumento no Alcorão 5:21, no qual Moisés declara: "Ó meu povo, entra na Terra Santa que Deus te prescreveu e não voltes atrás nas tuas pegadas, para voltar atrás dos perdedores." Ele cita o comentarista do Alcorão Muhammad ibn Jarir al-Tabari, que diz que esta declaração é "uma narrativa de Deus ... a respeito das palavras de Moisés ... para sua comunidade entre os filhos de Israel e sua ordem para eles de acordo com a ordem de Deus para ele, ordenando-os a entrar na terra santa." Ele argumentou que esta promessa aos judeus é sempre duradoura, e ainda disse: "Nunca foi o caso durante o período inicial do Islã ... que houve qualquer tipo de apego sacerdotal a Jerusalém como uma reivindicação territorial." Esta interpretação da promessa aos judeus como eterna não é uniformemente aceita por todos os comentaristas islâmicos.
De acordo com uma tradução do estudioso da Lei Islâmica Khaleel Mohammed, Ibn Kathir (1301-1373) interpretou o Alcorão 5: 20-21 usando os seguintes termos: "'Aquilo que Deus escreveu para você' Aquilo que Deus vos prometeu pelas palavras de vosso pai Israel, que é a herança dos que crêem.” 

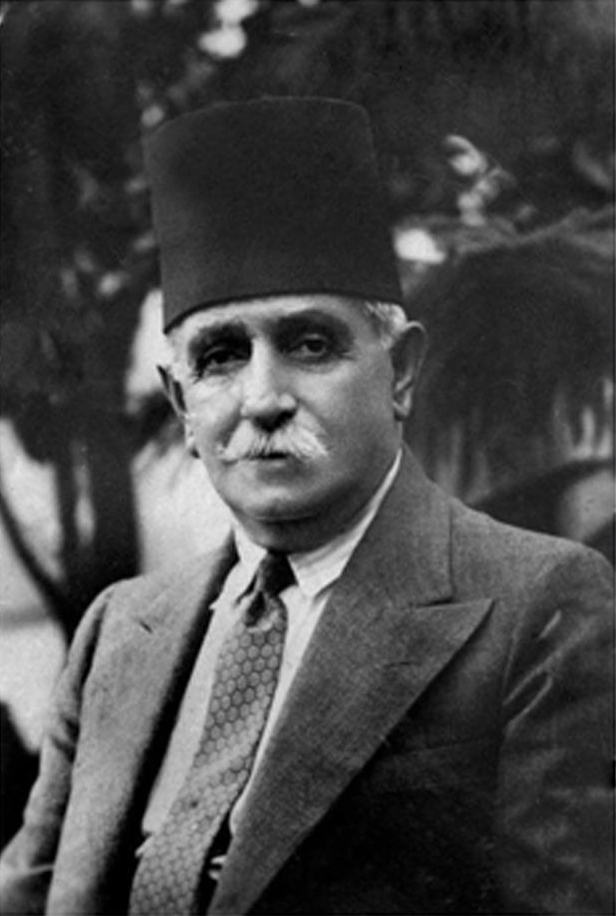
O presidente das Associações Nacionais Muçulmanas e o prefeito de Haifa, Hassan Bey Shukri, expressou apoio à Declaração Balfour e à imigração sionista para o Mandato Britânico na Palestina.

## Apoiadores árabes israelenses de Israel

### Beduínos muçulmanos
Durante a guerra árabe-israelense de 1948, a unidade Pal-Heib defendeu as comunidades judaicas na Alta Galiléia contra a Síria. O xeque Abu Yussef foi citado em 1948 como tendo dito: "Não está escrito no Alcorão que os laços dos vizinhos são tão caros quanto os dos parentes? Nossa amizade com os judeus remonta a muitos anos. Sentimos que podíamos confiar neles e eles também aprenderam conosco".
Ismail Khaldi é o primeiro vice-cônsul beduíno de Israel e o muçulmano mais graduado no serviço de relações exteriores de Israel.

### Druzos israelenses e muçulmanos circassianos
Os Drusos são uma comunidade religiosa que se considera uma seita reformatória, islâmica, unista. Os Drusos se consideram muçulmanos, embora sejam considerados não muçulmanos pela comunidade islâmica em geral. Reda Mansour, uma poetisa, historiadora e diplomata drusa, explicou: "Somos a única minoria não judia convocada para o serviço militar e temos uma porcentagem ainda maior nas unidades de combate e como oficiais do que os próprios membros judeus e portanto, somos considerados uma comunidade muito nacionalista e patriótica." Cinco legisladores drusos atualmente foram eleitos para servir no 18º Knesset, um número desproporcionalmente grande considerando sua população.

### Outros árabes israelenses se identificando com Israel
Sobre ser muçulmano, Wahib explicou que acredita na fé muçulmana e nunca a abandonará, mas acredita que "o sionismo ... é algo que representa plenamente meu sentimento de pertencer ao Estado de Israel e à sociedade israelense, e o imenso compromisso que tenho para proteger e guardar o país do qual faço parte."

## Notáveis apoiadores muçulmanos não israelenses de Israel
Notáveis apoiadores muçulmanos de Israel incluem o Dr. Tawfik Hamid, um ex-membro de uma organização terrorista e atual pensador e reformador islâmico, Sheikh Prof. Abdul Hadi Palazzi, Diretor do Instituto Cultural da Comunidade Islâmica Italiana e se autodescreveu como Sionista Muçulmano, e Tashbih Sayyed - um estudioso Muçulmano Paquistanês-Americano, jornalista, autor e autodenominado Sionista Muçulmano.

### Afeganistão
Em uma entrevista ao The Voice of Israel, Sadat se autodenominou "Theodor Herzl do Afeganistão" e espera que os afegãos unam sua nação devastada pela guerra dentro do país e no exílio para se tornarem eternos e unidos como Israel.

### Canadá
Irshad Manji acusa os países árabes pela situação dos refugiados palestinos, dizendo que eles "interferiram em todas as tentativas de resolver o problema" e que preferem dar "apoio generoso aos homens-bomba e suas famílias" a ajudar os refugiados necessitados. De acordo com Geneive Abdo, "sionista muçulmano" é um rótulo que Manji "sem dúvida aceitaria".

### Irã
Em 2021, o clérigo iraniano e ex-aiatolá Abdol-Hamid Masoumi-Tehrani pediu o fim da "hostilidade ilógica entre os povos iraniano e israelense".

### Quênia
Os rivais políticos de Abdalla Mwidau, liderados por Sharif Kassir, denunciaram essas atividades, chamando Mwidau de "agente sionista". Mwidau permaneceu no parlamento até sua morte em 1986.

### Kuwait
O escritor kuwaitiano Abdullah Saad Al-Hadlaq  disse que o modelo de democracia de Israel é único e ultrapassou muitos dos que ele descreveu como os regimes árabes "tirânicos e totalitários". Em seu artigo de 2008, "O Direito de Autodefesa", Al-Hadlaq apoiou "o direito de Israel de se defender" e disse à comunidade internacional "para não criticar Israel se continuar sua luta contra o terrorismo persa cometido pelo terrorista Hamas (. ..) e não criticar Israel por usar a força para defender seus cidadãos e seu território”. Segundo Al-Hadlaq, Israel já fez concessões estratégicas para a paz no passado, no Sinai, na Faixa de Gaza e no sul do Líbano, demonstrando seu desejo de negociações pacíficas, mas a resposta que obteve foi uma saraivada de foguetes dos "terroristas do Hezbollah e Hamas ". Ele foi preso por 3 anos em 2019, supostamente por insultar Ali .

### Paquistão
Tashbih Sayyed, um estudioso, jornalista e escritor sunita paquistanês-americano condenou a imprensa que retrata os israelenses como vilões e "opta por ignorar todas as regras do jornalismo ético quando se trata de Israel".

### Reino Unido
Em 2011, um grupo de defesa pró-Israel, os muçulmanos britânicos por Israel, foi fundado sob a égide do Instituto para a Democracia do Oriente Médio. O porta-voz do grupo, Hasan Afzal, estudante de economia política da Universidade de Birmingham disse que os apelos à destruição de Israel são "absurdos" e condenou o Hamas, que diz estar "determinado a matar indiscriminadamente".
Mohammed Mostafa Kamal é um jornalista freelance de Bangladesh que mora no Reino Unido e ele acredita que os países muçulmanos devem reconhecer o estado de Israel, e o mundo muçulmano deve boicotar o Hamas, o Hezbollah e o Irã se rejeitarem a paz.
Zahran disse que o Irã é uma ameaça que deve ser interrompida e que ameaça tanto Israel quanto os palestinos.

### Estados Unidos
Afdhere Jama, um escritor americano-muçulmano e editor da revista Huriyah, acrescentou: "Minha principal diferença com a maioria dos muçulmanos é a crença de que uma pátria judaica é um progresso importante para todos nós, especialmente em sua terra ancestral de Israel " Ele continuou, "os muçulmanos nos Estados Unidos devem decidir se vêem grupos como Hamas e Hizbullah como resistência legítima ou a causa de problemas muçulmanos na região".
Amna Farooqi, uma muçulmana-americana de ascendência paquistanesa, disse: “Eu me apaixonei pelo sionismo, porque o sionismo passou a ser sobre como se apropriar da história de seu povo”. De acordo com Gideon Aronoff, que lidera a organização sionista Ameinu, a eleição de Farooqi demonstra que os progressistas muçulmanos podem ser sionistas fortes e que não é preciso ser judeu ou cristão evangélico para apreciar Israel ou se preocupar com seu futuro.
Predefinição:Quote Quran translationPredefinição:Quote Quran translation